# Sainte-Marguerite-sur-Fauville
Sainte-Marguerite-sur-Fauville település Franciaországban, Seine-Maritime megyében. Lakosainak száma 278 fő (2018. január 1.). Sainte-Marguerite-sur-Fauville Normanville, Bennetot, Fauville-en-Caux, Saint-Pierre-Lavis és Thiouville községekkel határos.

## Népesség
A település népessége az elmúlt években az alábbi módon változott:
| Lakosok száma | 277  | 274  | 277  | 278  |
|               | 2013 | 2015 | 2017 | 2018 |